# Visoka (Unešić)
Visoka falu Horvátországban Šibenik-Knin megyében. Közigazgatásilag Unešićhez tartozik.

## Fekvése
Šibeniktől légvonalban 26, közúton 38 km-re délkeletre, községközpontjától légvonalban 6, közúton 10 km-re délre Dalmácia középső részén a Zagorán a déli megyehatáron fekszik.

## Története
A település neve 1434-ben bukkan fel először, amikor a megemlítik a Magyar Királyság és a Velencei Köztársaság közötti határ megerősítésekor. 1415-ben a török először rabolta ki Šibenik környékének falvait, köztük Visokát is. 1432-ben és 1468-ban újabb török betörések történtek, melyek során fiatal nőket és férfiakat vittek el rabszolgának. 1499 és 1502 között háború dúlt az Oszmán Birodalom és a Velencei Köztársaság között, mely során újra lerombolták. 1522-ben a török a környező falvakkal együtt elfoglalta és a 17. század végéig uralma alatt maradt. A török uralom idején 1537-től a Klisszai szandzsák része volt. 1570 és 1573 között a ciprusi háború során ismét elpusztult. A török uralom idején a lakosság pótlására Boszniából és Hercegovinából újabb telepesek érkeztek. A település Zagora területével együtt 1684 és 1699 között a moreiai háború során szabadult fel végleg a török uralom alól. 1686-ban újraalapították a nevesti Szűz Mária plébániát, melyhez a szomszédos Visoka is hozzá tartozott. 1715 és 1715 között Boszniából és Hercegovinából telepítettek be újabb vlachokat. A település 1797-ben a Velencei Köztársaság megszűnésével a Habsburg Birodalom része lett. 1806-ban Napóleon csapatai foglalták el és 1813-ig francia uralom alatt állt. Napóleon bukása után ismét Habsburg uralom következett, mely az első világháború végéig tartott. Fejlődésére kedvezően hatott, hogy 1874-ben megkezdődött és 1877-ben befejeződött a šibeniki vasútvonal építése. 1925-re egészen Splitig megépült a pályatest. A falunak 1857-ben 244, 1910-ben 352 lakosa volt. Az első világháború után rövid ideig az Olasz Királyság, ezután a Szerb-Horvát-Szlovén Királyság, majd Jugoszlávia része lett. A délszláv háború során a település mindvégig horvát kézen volt. 2011-ben 52 lakosa volt, akik főként földműveléssel foglalkoztak.

## Lakosság
| Lakosság változása | Lakosság változása | Lakosság változása | Lakosság változása | Lakosság változása | Lakosság változása | Lakosság változása | Lakosság változása | Lakosság változása | Lakosság változása | Lakosság változása | Lakosság változása | Lakosság változása | Lakosság változása | Lakosság változása | Lakosság változása |
| ------------------ | ------------------ | ------------------ | ------------------ | ------------------ | ------------------ | ------------------ | ------------------ | ------------------ | ------------------ | ------------------ | ------------------ | ------------------ | ------------------ | ------------------ | ------------------ |
| 1857               | 1869               | 1880               | 1890               | 1900               | 1910               | 1921               | 1931               | 1948               | 1953               | 1961               | 1971               | 1981               | 1991               | 2001               | 2011               |
| 244                | 266                | 284                | 322                | 344                | 352                | 550                | 437                | 460                | 433                | 431                | 398                | 272                | 151                | 86                 | 52                 |

## Nevezetességei
- A Mindenszentek tiszteletére szentelt római katolikus temploma 1686-ban épült egy kisebb magaslaton. 1757-ben az egyházlátogatáskor említik felszerelését, melyek között egy ezüst kehely is található. Az 1860-as években felépült harangtornya. 1881-ben az egész templomot megújították. A templom márvány főoltárát 1903-ban építették, rajta a Mindenszentek oltárképével. A hajó Nagyboldogasszony és Keresztelő Szent János fa oltárait is márvány oltárokra cserélték. A  falon a Szűzanya képe és két feszület látható. A templomot 1935-ben festette ki J. Podlovski. Az 1999-es felújításnál új márvány padozatot kapott, átrendezték a sekrestyét, új kórust és hozzá új csigalépcsőt építettek. 2000-ben a templom környezetét aszfaltozták. Segeti kőből új harangtornyot építettek, templom köré támfal és járda készült. 2002-ben elkészült sz új keresztút, 2003-ban pedig új tölgyfa padok készültek. 2004-ben a hopmlokzatot fugázták újra, körülötte járda épült és parkolóhelyeket alakítottak ki. 2005-ben elkészült az új tölgyfa bejárati kapu. A templom körül található a falu temetője.[5]
- A falu régi plébániaháza és a mellette állt Hétfájdalmú Szűzanya kápolna a második világháborúban leégett.[5]
- A Kulica nevű magaslaton 1995-ben hat méter magas fa keresztet állítottak II. János Pál pápa horvátországi látogatásának emlékére. A keresztnél minden év húsvét hétfőjén tartanak szentmisét.[5]